# Bothriochloa alta
Bothriochloa alta là một loài thực vật có hoa trong họ Hòa thảo. Loài này được (Hitchc.) Henrard mô tả khoa học đầu tiên năm 1941.